# Невский, Николай Леонтьевич
Николай Леонтьевич Невский (4 февраля 1912 — 28 октября 1990) — гвардии подполковник, в годы Великой Отечественной войны занимал должности пом. начальника штаба 822-го артиллерийского полка 300-й стрелковой дивизии Юго-Западного фронта, начальника штаба 214-го артиллерийского полка 38-й стрелковой дивизии Сталинградского фронта, а также командира 818-го артиллерийского полка 223-й стрелковой дивизии 3-го Украинского фронта.
Является одним из пяти человек, трижды награжденных орденом Александра Невского, отчего, с учётом фамилии, его называли «четырежды Невский».

## Биография
Родился 4 февраля 1912 года в селе Малый Круполь (ныне Згуровского района Киевской области). После окончания Войковского сельхозтехникума и Киевского пединститута работал учителем Переяславской средней школы.
В период с 1934 по 1936 гг. служил в армии, после чего был уволен в запас в должности командира взвода. Вновь в Красной армии с сентября 1939 года в должности начальника штаба дивизиона.
На фронтах Великой Отечественной с сентября 1941 года. За проявленные мужество, героизм и умелое командование вверенными ему артподразделениями, Николай Леонтьевич неоднократно награждался боевыми орденами и медалями.
После окончания войны Н. Л. Невский остался в армии, где служил в должности командира гаубично-артиллерийского полка, затем старшего преподавателя Рязанского артиллерийского училища.
Уволен из рядов Вооружённых сил в 1959 году в звании подполковника. Поступил на завод «Ленинец» в Свердловске, затем переехал из Свердловска в Ригу.
Умер 28 октября 1990 года. Похоронен в Риге на кладбище Улброка.

## Семья
Анисья Алексеевна — сын Владимир, Нина Александровна — сыновья Юрий и Алексей. Владимир стал полковником медицинской службы, Юрий был специалистом гражданской авиации, Алексей служил офицером-разведчиком.

## Награды
- Орден Красного Знамени (16.11.1943)
- три ордена Александра Невского[2] (07.11.1944, 02.12.1944, 20.06.1945)
- три ордена Отечественной войны I степени (15.03.1943, 03.08.1943, 1985)
- Орден Красной Звезды (30.04.1954)
- Медаль «За отвагу» (18.11.1942)
- Медаль «За боевые заслуги» (20.06.1949)
- Медали СССР.
- «Легион Почёта» США